# دهستان شبانکاره
دهستان شبانکاره، از توابع بخش شبانکاره شهرستان دشتستان در استان بوشهر ایران است.

## جمعیت
براساس سرشماری سال ۱۳۸۵ جمعیت آن ۱۲٬۳۹۱ نفر (۲٬۵۱۸ خانوار) بوده‌است.